# Барышникова, Анна Куприяновна
Анна Куприяновна Барышникова (прозвище Куприяниха; 24 августа 1868, Чуриково, Воронежская губерния — 23 августа 1954, Землянск, Воронежская область) — русская сказочница.

## Биография
Родилась в деревне Чуриково (Верейка), расположенной близ села Большая Верейка Землянского уезда Воронежской губернии (ныне — в Большеверейском сельском поселении Рамонского района). Её дед по отцовской линии — крепостной Левон Алексеевич Колотнев. Деда с семьёй местный помещик выиграл в карты и привёз на жительство в Чуриково. Отец писательницы Куприян Левонович был пастухом. Но, несмотря на тяжёлую долю, оба, дед и отец, были балагурами-весельчаками, знали много сказок, от них и  передалось Нюре  умение самой сочинять различные фантастические истории. Отец Анны Куприяновны, Куприян Левонович, вышел на «волю» без земли и до конца дней занимался тем, что пас коров.  С восьми лет дочь помогала отцу пасти коров и овец.  Однако отец Анны умер еще в ее  детстве. Позже рано умер и ее  муж. Анна  работала по найму, чтобы прокормить пятерых детей.  
В разнообразном репертуаре Барышниковой было более 100 сказок: прекрасно разработанные волшебные сказки, острые сатирические сказки о баринах и попах, весёлые сказки о животных. Сама Барышникова больше ценила свои волшебные сказки. Для них характерны традиционные приёмы повествования, рифмовка, живой, образный диалог. Исполнение Барышниковой отличалось высоким мастерством, тонким юмором. Из её опытов создания патриотического репертуара выделяется сказка «Как немецкий генерал к партизанам в плен попал» (1949).
Начиная с 1925 года, её сказки неоднократно записывали фольклористы, они появились в печати. Особенно интересны сказки «Как барин собакою брехал», «Как барин тешился», «Как дьякона мёдом угощали». В годы Великой Отечественной войны она сложила сатирическую сказку «Как немецкий генерал к партизанам в лес попал». Есть сказ о Всесоюзной сельскохозяйственной выставке и сказ «Москва красная — столица прекрасная».
```
Признав талант «бабушки Куприянихи» как рассказчицы-сочинительницы, её приняли в Союз писателей СССР (1938) и наградили орденом Трудового Красного Знамени
[
1
]
[
3
]
. С той поры книги Куприянихи выходили не один раз. Сказки Барышниковой, нашей замечательной сказительницы, знает весь мир.
```

## Награды
- орден Трудового Красного Знамени (31.01.1939)

## Избранные сочинения
Источник — Электронные каталоги РНБ Архивная копия от 3 марта 2016 на Wayback Machine
- Барышникова А. К. Сказки / [Обраб. для детей М. М. Сергеенко и А. И. Шубиным]. — Воронеж: Воронеж. обл. книгоизд-во, [1950]. — 120 с.
  -  — Воронеж : Кн. изд-во, 1959. — 168 с.
- Барышникова А. К. Сказки А. К. Барышниковой (Куприянихи) / Лит. ред [и послесл., с. 104—123] М. М. Сергеенко. — Воронеж: Кн. изд-во, 1955. — 124 с.
  -  — М.: Сов. Россия, 1961. — 80 с.
  -  — М.: Сов. Россия, 1971. — 80 с.
  -  — М.: Московские учебники, 2006. — 88 с.
- Барышникова А. К. Сказки Анны Куприяновны Барышниковой. — Воронеж : Воронеж. обл. кн-во, 1939. — 120 с.
- Барышникова А. К. Сказки бабушки Куприянихи / В обработке для детей М. Сергеенко. — Воронеж: Воронеж. обл. книгоизд-во, 1946. — 125 с. — (Автобиогр. очерк: «Жизнь бабушки Куприянихи. (Анна Куприянова Барышникова о себе)». — С. 5-20).
  -  — 2-е изд. — Воронеж: Воронеж. обл. книгоизд-во, 1947. — 125 с.
  -  — М.: Детгиз, 1957. — 48 с.
  -  — Воронеж: Центр.-Чернозем. кн. изд-во, 1968. — 119 с.
  -  — Воронеж: Центр.-Чернозем. кн. изд-во, 1978. — 151 с.
- Барышникова А. К. Сказки Куприянихи / Запись сказок, ст. о творчестве Куприянихи и комм. А. М. Новиковой и М. А. Оссовецкого; Вступ. статья и общ. ред. проф. И. П. Плотникова. — Воронеж: Ворон. обл. кн-во, 1937. — 270 с.
- Барышникова А. К. Сказки Куприянихи. Записи 1925—1942 годов Архивная копия от 17 июля 2019 на Wayback Machine / [сост., вступ. ст., коммент. М. А. Никифоровой]. — СПб.: Тропа Троянова, 2007. — 365 с. — (Полное собрание русских сказок / А. А. Шевцов, Е. Н. Самойленко. Довоенные собрания ; Т. 14).